# Lista de cursos superiores de Portugal
A educação superior em Portugal abarca as carreiras educativas superiores oferecidas nas instituições universitárias e politécnicas. De seguida listam-se alfabeticamente as referidas carreiras. Esta lista está pendente de modificações finais devido ao atual Processo de Bolonha.

## Licenciaturas
| Licenciatura em Arqueologia                                  |
| Licenciatura em Belas Artes                                  |
| Licenciatura em Ciências da Música                           |
| Licenciatura em Cinema e Meios Audiovisuais                  |
| Licenciatura em Comunicação Audiovisual                      |
| Licenciatura em Conservação-Restauração de Bens Culturais    |
| Licenciatura em Desenho e Tecnologias Criativas              |
| Licenciatura em Desenho Integral e Gestão de Moda            |
| Licenciatura em Estudos da Ásia Oriental                     |
| Licenciatura em Estudos Franceses e Hispânicos               |
| Licenciatura em Estudos Ingleses                             |
| Licenciatura em Estudos Semíticos e Islâmicos                |
| Licenciatura em Filologia Clássica e Românica                |
| Licenciatura em História e Património                        |
| Licenciatura em História da Arte                             |
| Licenciatura em Línguas e Literaturas Mirandesa e Portuguesa |
| Licenciatura em Línguas Modernas e Tradução                  |
| Licenciatura em Teologia                                     |
| Licenciatura em Tradução e Interpretação                     |

| Licenciatura em Educação Infantil |
| Licenciatura em Educação Primária |
| Licenciatura em Educação Social   |
| Licenciatura em Pedagogia         |

| Licenciatura em Administração e Gestão de Empresas              |
| Licenciatura em Antropologia Social e Cultural                  |
| Licenciatura em Ciências Políticas e da Administração           |
| Licenciatura em Comunicação e Indústrias Culturais              |
| Licenciatura em Criminologia                                    |
| Licenciatura em Direito                                         |
| Licenciatura em Economia e Finanças                             |
| Licenciatura em Estatística Aplicada                            |
| Licenciatura em Estudos Internacionais da Economia e da Empresa |
| Licenciatura em Filosofia, Política e Economia                  |
| Licenciatura em Gestão Comercial                                |
| Licenciatura em Gestão e Administrações Públicas                |
| Licenciatura em Informação e Documentação                       |
| Licenciatura em Jornalismo                                      |
| Licenciatura em Publicidade, Marketing e Relações Públicas      |
| Licenciatura em Relações Internacionais                         |
| Licenciatura em Relações Laborais e Recursos Humanos            |
| Licenciatura em Sociologia                                      |
| Licenciatura em Tradução e Interpretação                        |

| Licenciatura em Biologia                              |
| Licenciatura em Biologia Sanitária                    |
| Licenciatura em Bioquímica e Biologia Molecular       |
| Licenciatura em Bioquímica e Ciências Biomédicas      |
| Licenciatura em Biotecnologia                         |
| Licenciatura em Ciências Ambientais                   |
| Licenciatura em Ciências Biomédicas                   |
| Licenciatura em Ciências do Mar                       |
| Licenciatura em Biomedicina Básica e Experimental     |
| Licenciatura em Engenharia Física                     |
| Licenciatura em Engenharia Matemática                 |
| Licenciatura em Física                                |
| Licenciatura em Genética                              |
| Licenciatura em Geografia e Ordenamento do Território |
| Licenciatura em Geologia                              |
| Licenciatura em Matemática Computacional              |
| Licenciatura em Matemáticas                           |
| Licenciatura em Matemáticas e Estatística             |
| Licenciatura em Química                               |

| Licenciatura em Ciências Médicas Básicas           |
| Licenciatura em Ciência e tecnologia dos alimentos |
| Licenciatura em Engenharia Biomédica               |
| Licenciatura em Enfermagem                         |
| Licenciatura em Farmácia                           |
| Licenciatura em Fisioterapia                       |
| Licenciatura em Logopédia                          |
| Licenciatura em Medicina                           |
| Licenciatura em Nutrição Humana e Dietética        |
| Licenciatura em Odontologia                        |
| Licenciatura em Ótica e Optometria                 |
| Licenciatura em Podologia                          |
| Licenciatura em Psicologia                         |
| Licenciatura em Terapia Ocupacional                |
| Licenciatura em Trabalho Social                    |

| Licenciatura em Engenharia Agrícola                      |
| Licenciatura em Engenharia Agroalimentar e do Meio Rural |
| Licenciatura em Engenharia Florestal e do Meio Natural   |
| Licenciatura em Veterinária                              |

| Licenciatura em Arquitetura                                                   |
| Licenciatura em Engenharia Aeroespacial                                       |
| Licenciatura em Engenharia Alimentar                                          |
| Licenciatura em Engenharia Civil                                              |
| Licenciatura em Engenharia de Desenho Industrial e Desenvolvimento de Produto |
| Licenciatura em Engenharia da Edificação                                      |
| Licenciatura em Engenharia da Energia                                         |
| Licenciatura em Engenharia de Materiais                                       |
| Licenciatura em Engenharia de Minas                                           |
| Licenciatura em Engenharia de Sistemas Audiovisuais                           |
| Licenciatura em Engenharia de Sistemas Biológicos                             |
| Licenciatura em Engenharia de Sistemas de Telecomunicações                    |
| Licenciatura em Engenharia de Sistemas Eletrónicos                            |
| Licenciatura em Engenharia de Tecnologia e Desenho Têxtil                     |
| Licenciatura em Engenharia do Meio Ambiente e da Paisagem                     |
| Licenciatura em Engenharia de Software                                        |
| Licenciatura em Engenharia Elétrica                                           |
| Licenciatura em Engenharia Eletrónica e de Telecomunicações                   |
| Licenciatura em Engenharia Eletrónica Industrial e Automática                 |
| Licenciatura em Engenharia Geológica                                          |
| Licenciatura em Engenharia Informática                                        |
| Licenciatura em Engenharia Mecânica                                           |
| Licenciatura em Engenharia Multimédia                                         |
| Licenciatura em Engenharia Química                                            |
| Licenciatura em Engenharia Telemática                                         |

| Licenciatura em Ciências da Atividade Física e do Desporto     |
| Licenciatura em Ciências Gastronómicas                         |
| Licenciatura em Gestão Aeronáutica                             |
| Licenciatura em Náutica e Transporte Marítimo                  |
| Licenciatura em Piloto de Aviação Comercial e Operações Aéreas |
| Licenciatura em Segurança                                      |
| Licenciatura em Turismo                                        |